# The Great K & A Train Robbery
The Great K & A Train Robbery è un film muto del 1926 diretto da Lewis Seiler.
È un western con Tom Mix, Dorothy Dwan e Tony the Horse, basato sul romanzo The Great K & A Train Robbery di Paul Leicester Ford, originariamente pubblicato a puntate nel 1896 sulla rivista mensile Lippincott's Monthly Magazine.

## Trama
Dopo una serie di rapine alla K & A Railroad, il detective Tom Gordon viene assunto per scoprire il mistero. Travestito da bandito, Tom sale sul treno del presidente della K & A Cullen. La figlia di Cullen, Madge, intuisce che Tom non è un criminale e presto si innamora di lui. Madge è ricercata da Burton, il segretario di suo padre, che è in combutta con i banditi. Tom alla fine scopre la sua doppiezza e, con l'aiuto di Tony, il suo cavallo, raduna i cattivi e vince la mano di Madge.

## Produzione
Il film, diretto da Lewis Seiler su una sceneggiatura di John Stone con il soggetto di Paul Leicester Ford, fu prodotto da Lewis Seiler per la Lew Seiler Productions e girato a Glenwood Springs e Royal Gorge in Colorado.

## Distribuzione
Il film fu distribuito negli Stati Uniti dal 17 ottobre 1926 al cinema dalla Fox Film Corporation.
Alcune delle uscite internazionali sono state:
- in Austria nel 1927 (Räuber der Königsschlucht)
- in Portogallo il 2 settembre 1929 (Salteadores de Comboios)
- in Finlandia il 9 settembre 1929
- in Spagna (El asalto al tren expreso)

## Promozione
La tagline è: "The Foremost Western Thriller of the Greatest Western Star".

## Critica
Secondo Leonard Maltin il film è uno dei più grandi con John Wayne e risulta divertente e spensierato, girato in magnifiche location in Colorado.